# انزال دیررس
انزال دیررس یا دیرانزالی (به انگلیسی: Delayed ejaculation) که بیرون‌ریزش درنگیده یا انزال نارس یا انزال مهارشده نیز خوانده می‌شود، به ناتوانی یا با مشکل مواجه بودن مرد برای رسیدن به اوج لذت جنسی درحالی که میل و تحریک جنسی فراوانی را نشان می‌دهد، گفته می‌شود. عموماً یک مرد می‌تواند تنها چند دقیقه پس از فعالیت در آمیزش جنسی به ارگاسم یا اوج لذت جنسی برسد و این در حالی است که یک مرد با مشکل انزال دیررس، یا اصلاً ارگاسم نمی‌شود یا اینکه فرایند رسیدنش به ارگاسم بسیار طولانی است. به‌طور مثال از ۳۰ تا ۴۵ دقیقه به طول می‌انجامد. در بیش‌تر موارد، مرد دچار انزال دیررس تنها قادر است پس از خودارضایی و نه آمیزش جنسی، به ارگاسم برسد. انزال دیررس یکی از نادرترین اختلالات جنسی در مردان است و ممکن است ناشی از اثرات جانبی برخی داروها نیز باشد. در پژوهشی ۸٪ مردان اظهار کردند که قادر نبوده‌اند به بیرون‌ریزش و در نتیجه ارگاسم برسند.

## نشانه‌ها
شدت انزال دیررس ممکن است کم (مردانی که در آمیزش به انزال می‌رسند اما تحت شرایطی ویژه)، متوسط (مردانی که نمی‌توانند در آمیزش به انزال برسند و حتماً بایستی در رابطه جنسی دهانی یا تحریک دستی بدان دست‌یابند)، زیاد (مردانی که تنها هنگام تنهایی قادر به انزال هستند) و بسیار زیاد (مردانی که اصلاً قادر به انزال نیستند) در نوسان باشد. انزال دیررس به هر شدتی که باشد موجب ناکامی جنسی می‌گردد.

## سبب‌ها
از جمله دلایل پزشکی که برای انزال دیررس ارائه شده می‌توان به hypogonadism (حالتی که در آن غده جنسی، کارکرد خود را از دست می‌دهد)، بیماری‌های مرتبط با غده تیروئید، بیماری‌های مرتبط با هیپوفیز چون بیماری کوشینگ، اثرات جانبی جراحی پروستات و مصرف مواد مخدر یا داروهای تجویز شده توسط پزشک اشاره کرد. مشکل در رسیدن به ارگاسم می‌تواند همچنین ناشی از جراحی لگن خاصره که منجر به ترومای حاد به عصب‌های آن که مسئول ایجاد ارگاسم هستند نیز باشد. برخی مردان که قادر به رسیدن به ارگاسم نبوده‌اند گزارش کرده‌اند که نوک آلتشان حساسیت بسیار پایینی حتی در حد صفر دارد که این می‌تواند ناشی از عوامل خارجی همچون ختنه باشد.
انزال دیررس می‌تواند ناشی از اثر جانبی داروهای شیمیایی همچون بازدارنده‌های بازجذب سروتونین، افیون‌ها، مرفین، متادون، اکسی‌کدون، بنزودیازپین، والیوم، داروهای کاهنده فشار خون و برخی داروهای روان‌پزشکی دیگر باشد.
کاراهای روحی و روانی و شیوه زندگی نیز می‌توانند در انزال دیررس نقش داشته باشند که از آن جمله می‌شود به کم‌خوابی یا خواب ناکافی، خستگی، حواس‌پرتی به سبب اضطراب یا عوامل محیطی، نگرانی در رابطه با ارضاع شدن شریک جنسی یا به‌طور کل در رابطه با کیفیت روابط بین فردی اشاره کرد.
برخی معتقدند که انزال دیررس با سبب عادت کردن فرد به شیوه ویژه وی در خودارضایی مرتبط است. حسی که مرد در خودارضایی دارد، با حسی که از رابطه جنسی واقعی به دست می‌آورد کاملاً متفاوت است. کاراهایی نظیر فشار، زاویه و نحوه نگهداری آلت در خودارضایی با زمانی که فرد در رابطه جنسی قرار دارد که امکان به انزال رسیدنش کم‌تر است، بسیار متفاوت است.
همچنین در خودارضایی گونه‌ای تحریک بصری وجود دارد که در هنگام انزال در کس زن ممکن است نباشد. از آن‌جایی که حس و حال مرد در هنگام خودارضایی به خودی خود با عامل تحریک بصری رابطه تنگاتنگی دارد، خواه عامل تحریک زن باشد یا مرد، این عدم تحریک بصری توسط عامل تحریک‌آمیز در هنگام آمیزش جنسی موجب می‌شود مرد دیرتر به انزال برسد. یک راه حل برای این مشکل می‌تواند در گزینش شیوه آمیزش باشد به گونه‌ای که مرد دید بهتری از شریک جنسی خود در هنگام سکس داشته باشد. 

## درمان

### درمان جنسی
برای درمان انزال دیررس مرد باید در فعالیت جنسی خود تغییراتی ایجاد کند که او را در رسیدن به ارگاسم کمک کند. تغییر در زمان، مکان و حالت آمیزش جنسی به همراه اصلاح رژیم غذایی از عوامل به‌شدت اثرگذار در درمان دیر انزالی هستند. از آنجایی که مبتلایان به دیر انزالی الگوهای خاصی برای رسیدن به ارگاسم دارند، پیشنهاد می‌شود با ترک و کنار گذاشتن آن الگوها، که اکثراً شامل خودارضایی و فتیشیسم است، الگوها و رفتارهای طبیعی و معمول را جایگزین کنند. راه حل دیگر برای درمان دیر انزالی، به وجود آوردن وقفه در فعالیت جنسی می‌باشد. بدین شکل که مرد بین یک تا چند نوبت آمیزش جنسی خود را به تأخیر انداخته و از شرایط و فضاهای تحریک آمیز نیز اجتناب کند تا در هنگام رابطه جنسی در بیشترین حد تحریک جنسی قرار بگیرد.

### دیگر درمان‌ها
مدیتیشن نتایج امیدبخشی در پژوهش‌های صورت گرفته نشان داده‌است.
با این حال هنوز هیچ داروی قابل قبولی برای درمان قطعی انزال دیررس وجود ندارد. مهارکنندگان پی‌دی‌ای‌فایو چون ویاگرا تأثیر بسیار پایینی دارند. در حقیقت تأثیر تأخیری ویاگرا ممکن است در برخی نقاط مغز یا کاهش حساسیت نوک آلت مردانه باشد.